# Oege Gerhardus de Boer
Oege Gerhardus de Boer (Vierhuizen, 1 januari 1922 – Norg, 24 maart 2021) was een Nederlands burgemeester.

## Leven en werk
Oege werd geboren als zoon van machinist Durk Klaas de Boer & Aaltje Markus. Hij volgde de MULO in Ulrum en koos na deze opleiding voor een ambtelijke carrière in achtereenvolgens Ulrum, Aduard, Eenrum, Hoogwoud en Hoorn. In 1955 werd hij ambtenaar-ontvanger van Schiermonnikoog. In deze gemeente bekleedde hij van 1957 tot 1964 het burgemeestersambt. Hij was tevens gemeentesecretaris van Schiermonnikoog. In 1964 werd hij benoemd tot burgemeester van Norg. In Norg werd onder zijn leiding vastgesteld dat de bouw van een multifunctionele centrum De Brinkhof de voorkeur verdiende boven een gescheiden huisvesting van de verschillende voorzieningen in het dorp.
De Boer speelde in de Tweede Wereldoorlog een actieve rol in het verzet. Hij zat gevangen in het beruchte Scholtenshuis in Groningen. Politiek was De Boer aanvankelijk partijloos, maar tijdens zijn burgemeesterschap van Norg werd hij lid van de VVD. In 1985 maakte hij van de gelegenheid gebruik om vervroegd zijn functie als burgemeester neer te leggen.
Oege de Boer overleed in 2021 op 99-jarige leeftijd.